# Luna 3

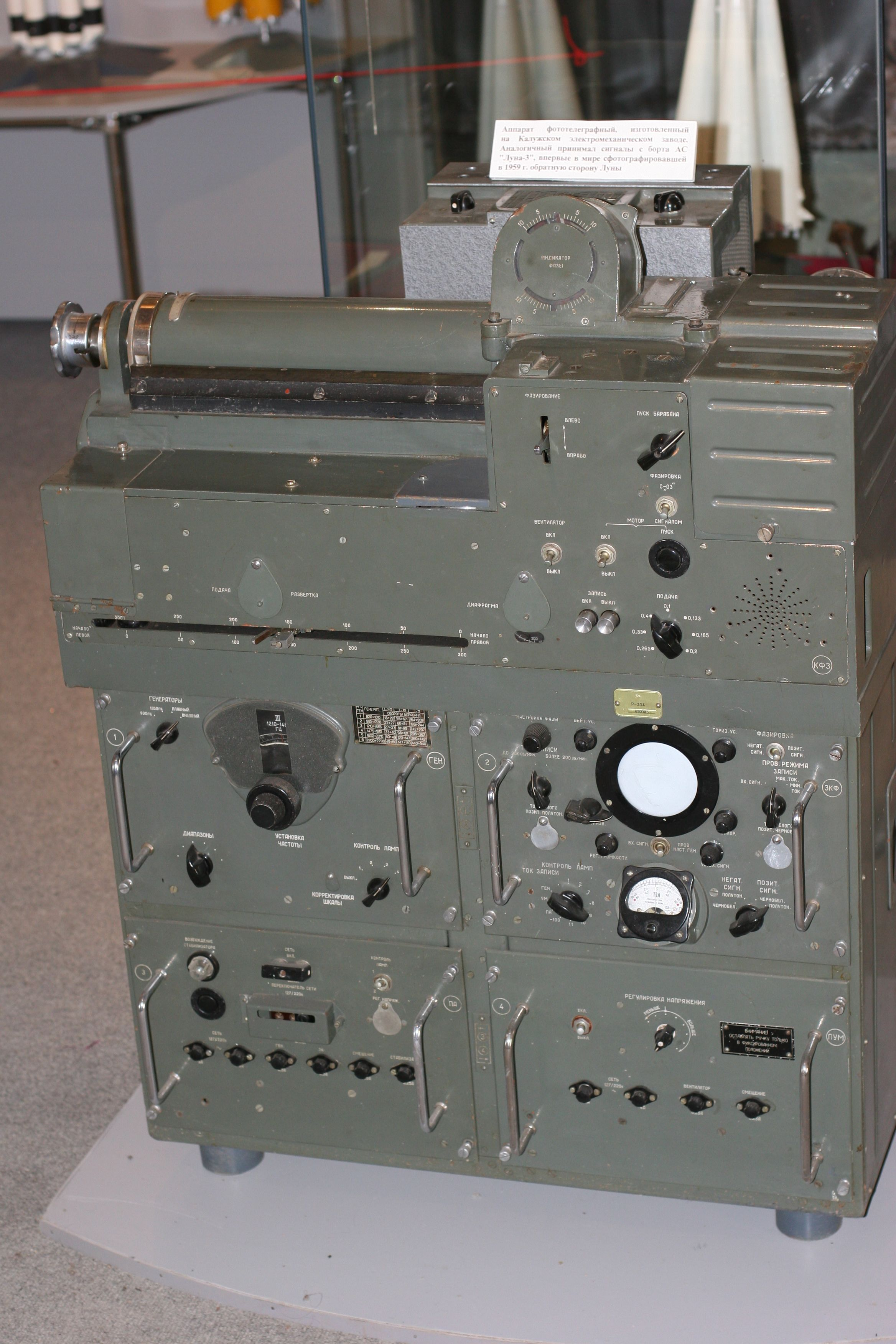
Fototelegrafní systém z Luny 3 umístěný v Ciolkovského státním muzeu kosmonautiky v Kaluze

Luna 3 (rusky Луна-3, známá také pod názvy Lunik 3 či 00021) byla sovětská vesmírná sonda, která jako první získala fotografie odvrácené strany Měsíce. Na Měsíci nepřistála, minimální vzdálenost, na kterou se přiblížila, byla 7 940 km od povrchu.

## Popis sondy
Hmotnost sondy byla 278,5 kilogramů. Její délka byla 130 cm a šířka 90-120 cm. To bylo dáno prstencem, který sondu obepínal. Luna 3 byla automatická sonda, která byla napájena chemickými bateriemi. Část energie získávala i ze solárních článků, které byly umístěny na prstenci. Sonda byla válcovitého tvaru s polokulovými hemisférami na koncích. Horní hemisféra se mohla otevřít a vysunout tak fotografické zařízení. Získané fotografie pak odesílala pomocí skeneru rádiovými vlnami přes soustavu šesti antén (čtyři byly v horní a dvě v dolní části).
Luna 3 měla také zařízení na regulaci vnitřní teploty, které se automaticky sepnulo, když teplota uvnitř přesáhla 25 °C. Chladicí systém byl důležitý, přehřátí mohlo způsobit poruchu přístrojového vybavení. Sonda byla vybavena detektorem mikrometeoritů a kosmického záření, jež bylo namontováno na vnější straně sondy. Stejně jako Luna 1 a Luna 2 neměla ani Luna 3 motory pro korekci své dráhy.

## Průběh letu

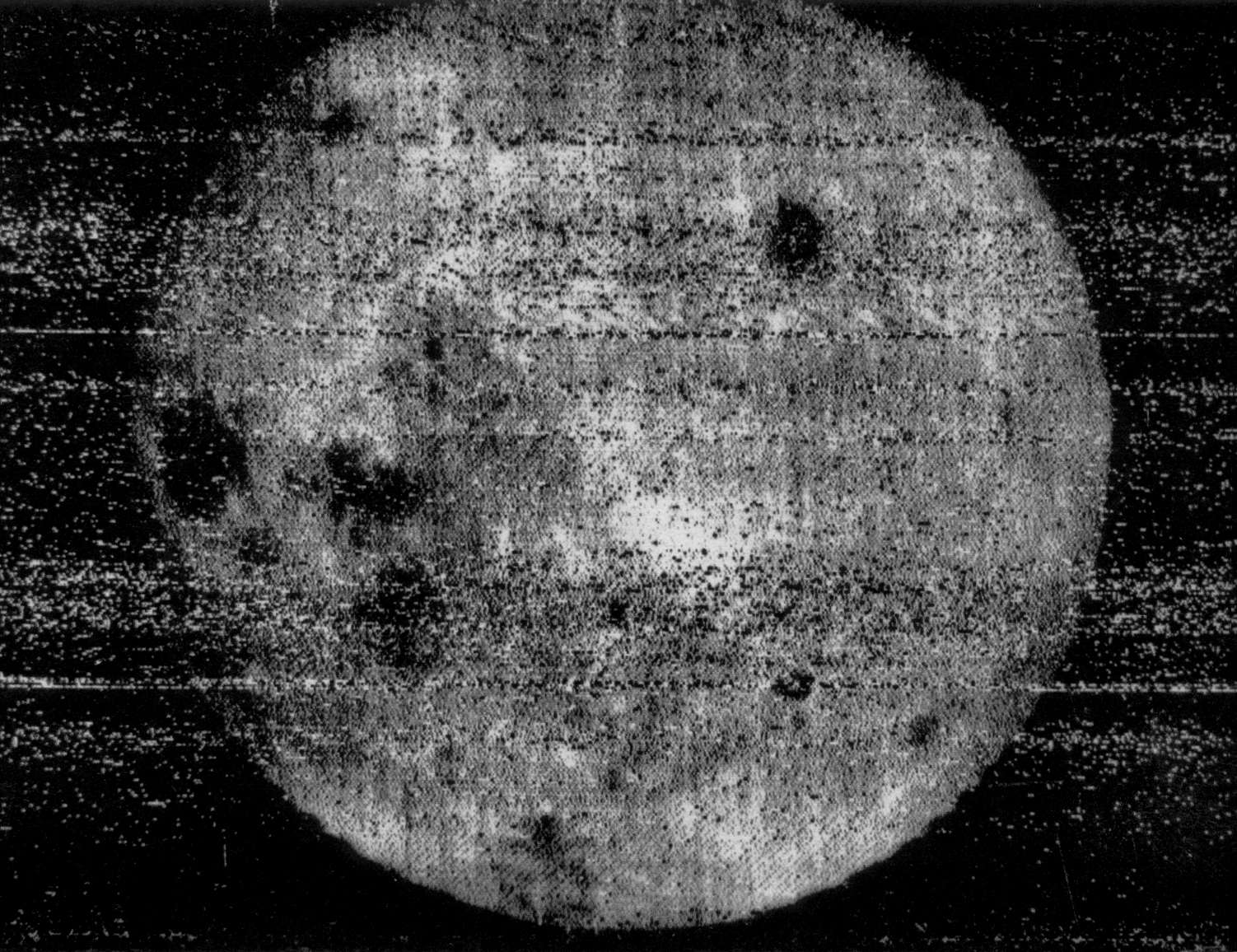
Obrázek měsíce vyfocený lunou 3

Sonda startovala 4. října 1959 z kosmodromu Bajkonur. 7. října na povel ze Země začala fotografovat Měsíc ze vzdálenosti 65-68 000 km, později i jeho odvrácenou stranu. Palubní fotoaparatura pracovala 40 minut. Naexponovaný film prošel automatickým vyvolávačem, ustalovačem a byl vysušen. Po zpracování sonda přes radioaparaturu předávala snímky Zemi.
Mimo to sonda zkoumala plynnou složku meziplanetárního prostoru, kosmické záření a mikrometeority. Po obletu Měsíce pokračovala zpět k Zemi po oběžné dráze 47-480 000 km. Dne 20. dubna 1960 shořela v zemské atmosféře po 199 dnech letu, 11 obězích.

## Získané snímky
Snímky ze 70% povrchu odvrácené strany Měsíce byly sice nízké kvality, ale přece jen umožnily vytvořit první atlas měsíční krajiny. Fotografie ukázaly rozdílný charakter krajiny odvrácené strany proti straně přivrácené. Sonda objevila nová pohoří, ale pouze dvě moře, která byla pojmenována Mare Moscovrae (Moskevské moře) a Mare Desiderii (Moře snů – dnes Mare Ingenii, Moře touhy). Svého hlavního cíle sonda dosáhla a připsala Sovětům další prvenství v závodech v dobývání kosmu.

## Galerie

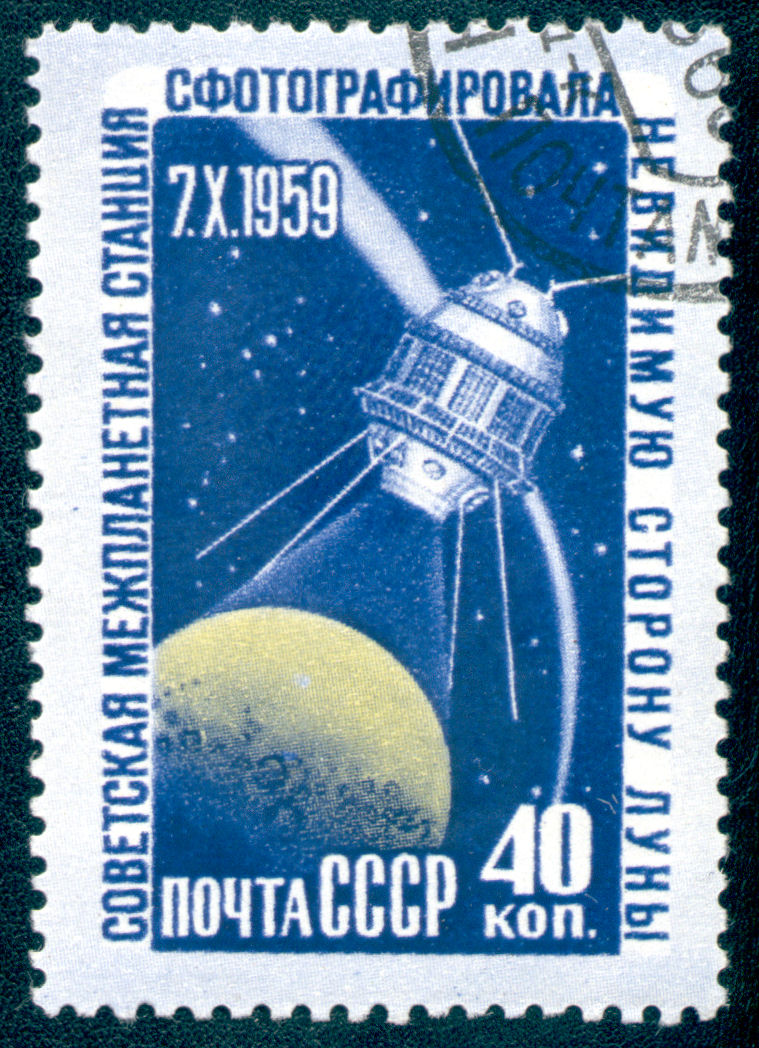
Sovětská poštovní známka vydaná u příležitosti první fotografie odvrácené strany Měsíce
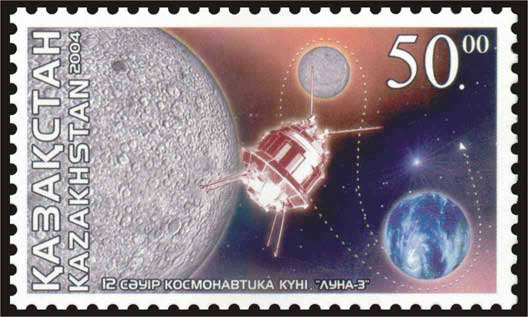
Kazachstánská poštovní známka z roku 2004
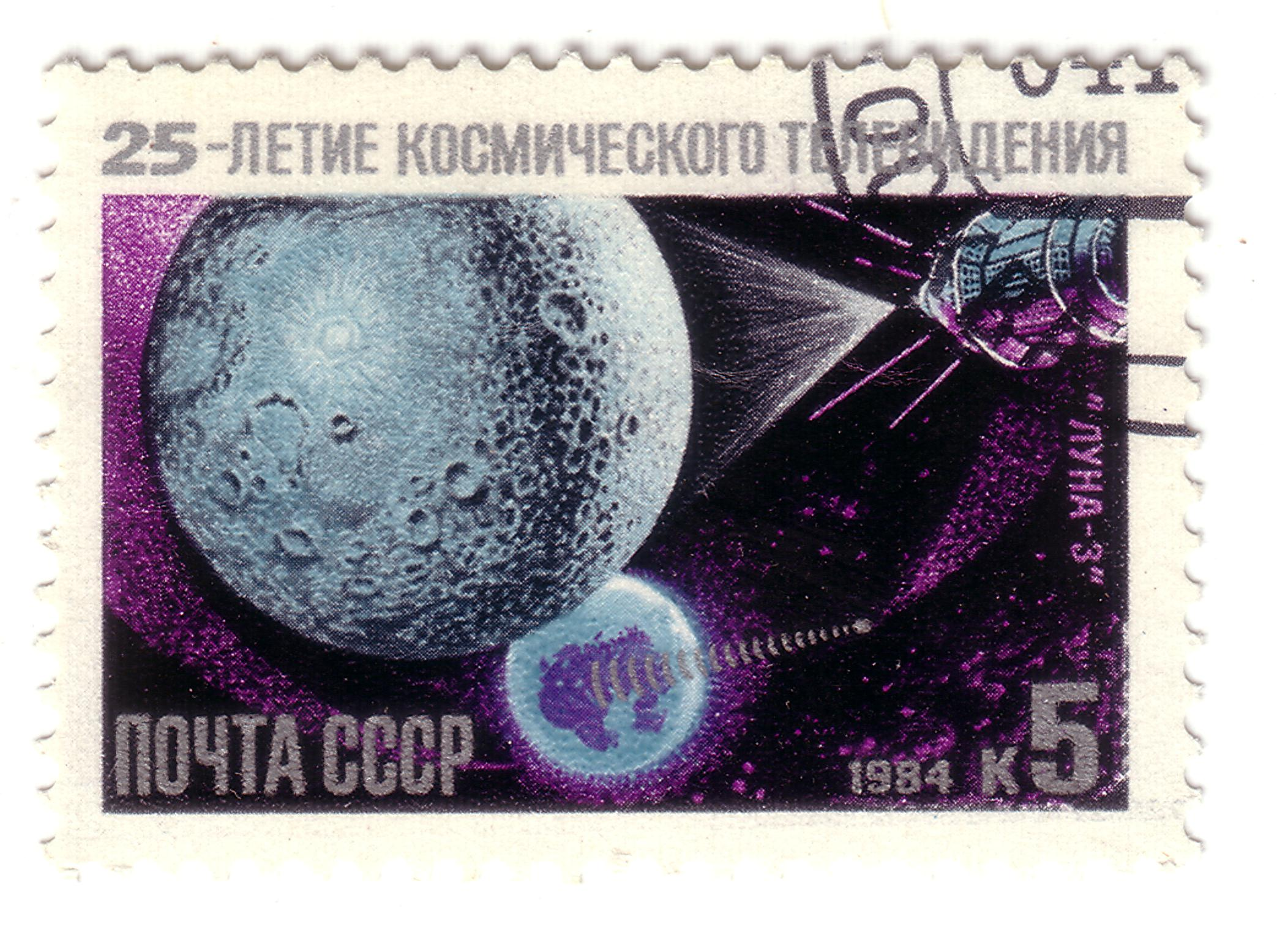
SSSR, Luna 3, 1984